# 아카유역
아카유역(일본어: 赤湯駅, あかゆえき 아카유에키[*])은 일본 야마가타현 난요시에 있는 철도역으로 야마가타 신칸센과 오우 본선이 다닌다.

## 역 구조

### 승강장
| 1 | ■ 야마가타 신칸센  | (상행) | 요네자와 · 후쿠시마 · 우쓰노미야 · 오미야 · 도쿄 방면 |
| 1 | ■ 야마가타 선      | (상행) | 요네자와 · 후쿠시마 방면                              |
| 2 | ■ 야마가타 신칸센  | (하행) | 야마가타 · 신조 방면                                  |
| 2 | ■ 야마가타 선      | (하행) | 야마가타 · 신조 방면                                  |
| 3 | ■ 야마가타 선      | (상행) | 요네자와 · 후쿠시마 방면 (대피 열차)                  |
| 4 | ■ 플라워 나가이 선 | (하행) | 미야우치 · 이마이즈미 · 나가이 · 아라토 방면          |

## 인접역
| 동일본 여객철도 오우 본선      | 동일본 여객철도 오우 본선   | 동일본 여객철도 오우 본선    |
| ------------------------------ | --------------------------- | ---------------------------- |
| 다카하타 후쿠시마 방면         | ■ 야마가타 신칸센 쓰바사 호 | 가미노야마온센 야마가타 방면 |
| 다카하타 후쿠시마 방면         | ■ 야마가타 선               | 나카가와 야마가타 방면       |
| 야마가타 철도 플라워 나가이 선 |                             |                              |
| 시·종착역                      | ■보통                       | 난요시야쿠쇼 아라토 방면     |